# Rostoklaty
Rostoklaty – gmina w Czechach, w powiecie Kolín, w kraju środkowoczeskim. Według danych z dnia 1 stycznia 2013 liczyła 483 mieszkańców.

## Podział gminy
- Rostoklaty
- Nová Ves II